# Сергей Цочев
Сергей Цочев e български химик. Роден e на 28 октомври 1954 г.  Завършва Химическия факултет на Софийския университет, специалност радиохимия. Защитава докторска дисертация през 1988 г. Бил е на специализация в Австрия. Работи 25 години в АЕЦ Козлодуй. От 20 октомври 2004 г. до 2013 година е председател на Агенцията за ядрено регулиране.